# Adam Bednarski
Adam Bednarski (ur. 3 listopada 1869 w Podgórzu, zm. 11 kwietnia 1941 we Lwowie) – polski lekarz okulista, profesor i szef Katedry Okulistyki Uniwersytetu Lwowskiego.

## Życiorys
Syn urzędnika i pedagoga Wojciecha Bednarskiego (1841–1914) oraz Julii, z domu Adamskiej. W 1921 ożenił się z Marią Przecławą Cicimirską (1878–1974).
Medycynę studiował na Uniwersytecie Jagiellońskim. Dyplom doktorski uzyskał w 1894. W okresie 1894–95 pracował jako okulista w krakowskim szpitalu św. Łazarza. Swoje umiejętności doskonalił pod kierunkiem prof. Bolesława Wicherkiewicza praktykując u niego w Poznaniu (1895–96) oraz ponownie w Krakowie (1896–98). W okresie 1898–1902 pracował wraz z B. Wicherkiewiczem jako asystent w krakowskiej klinice uniwersyteckiej.
Habilitował się w 1902 u prof. Emanuela Macheka na Uniwersytecie Lwowskim na podstawie rozprawy O przyczynach powstawania krótkiego wzroku. Zaraz po habilitacji uzyskał na lwowskiej uczelni docenturę, następnie awansował na profesora nadzwyczajnego (1909) oraz profesora zwyczajnego (1922). W okresie 1904–22 kierował we Lwowie oddziałem okulistyki szpitala dziecięcego św. Zofii. W 1921 pełnił funkcję dziekana Wydziału Lekarskiego Uniwersytetu Lwowskiego. W 1922 przejął po prof. Emanuelu Macheku kierowanie lwowską Katedrą Okulistyki. Jednocześnie w okresie 1922–41 pełnił także funkcję kierownika uniwersyteckiej kliniki okulistycznej.
W pracy klinicznej zajmował się m.in. usuwaniem ciał obcych z gałki ocznej, schorzeniami soczewki, zmianami naczyniowymi siatkówki oraz ślepotą u dzieci. Interesował się również historią medycyny, zwłaszcza okulistyką w Polsce od XIII do XVIII wieku, a także leczniczym zastosowaniem ziół i rozwojem okularów.
W latach 1908–09 był redaktorem naczelnym (później, w latach 1911-12, był członkiem redakcji) czasopisma „Lwowski tygodnik lekarski”. Współpracował także z czasopismem „Postęp Okulistyczny”, wydawanym z własnych środków przez B. Wicherkiewicza. Jego prace ukazywały się w języku niemieckim, francuskim i polskim, m.in. w niemieckojęzycznym „Archiv für Augenheilkunde“ oraz w „Przeglądzie Lekarskim”, „Wiadomościach z Kliniki Okulistycznej Uniwersytetu Jagiellońskiego” i „Polskiej Gazecie Lekarskiej”.
Był członkiem oraz działaczem (od 1908 skarbnikiem, a od 1913 prezesem) Towarzystwa Lekarskiego Lwowskiego oraz członkiem Lwowskiego Towarzystwa Okulistycznego.
W 1928 otrzymał Medal Dziesięciolecia Odzyskanej Niepodległości.